# James Denham Steuart
James Denham Steuart,, född den 21 oktober 1712 i Edinburgh, död den 27 november 1780 i Lanarkshire, var en brittisk nationalekonom.
Steuart blev 1735 advokat. Han företog vidsträckta resor på kontinenten och måste som delaktig i upproren till förmån för den stuartske pretendenten lämna brittiska riket efter slaget vid Culloden, men fick sedermera återvända och erhöll fullständiga medborgerliga rättigheter. Steuart, som var en man med vidsträckt bildning, blev betydande systematisk framställare av en modifierad merkantilism. Hans främsta arbete, Inquiry into the principles of political economy (2 band, 1767; flera upplagor; översatt till tyska och franska}, sköts dock med tiden alldeles i bakgrunden av Adam Smiths klassiska verk Wealth of nations. Oklar och famlande på många punkter, anteciperade dock Steuart åtskilliga kommande forskare, särskilt Malthus i befolkningsfrågan. Hans samlade arbeten utgavs 1805 under titeln Political, methaphysical and chronological works.